# Биржевой дворец
Биржевой дворец (Дворец биржи, порт. Palácio da Bolsa) — историческое здание в португальском городе Порту, построенное в XIX веке городской Коммерческой ассоциацией Порту (порт. Associação Comercial do Porto) в неоклассическом стиле. Расположен на площади Инфанта дона Энрике, в историческом центре Порту.

## История
Биржевой дворец находится в Порту рядом с церковью Святого Франциска, которая раньше была частью монастыря Святого Франциска, основанного в XIII веке. Во время гражданской войны 1828—1834 годов пожар уничтожил клуатры монастыря, но церковь сохранилась. В 1841 году королева Португалии Мария II пожертвовала монастырские руины купцам города, которые решили использовать это место, чтобы построить здание Коммерческой ассоциации  Порту.

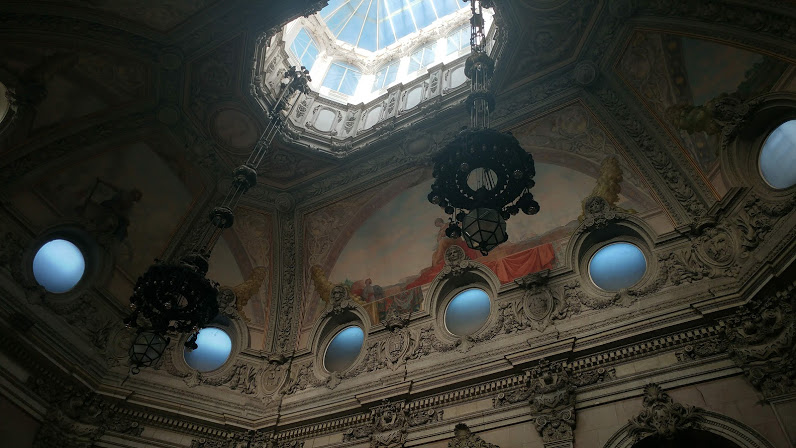

Строительные работы начались в 1842 году по плану архитектора из Порту Жоакима да Коста Лима Младшего, который полагался на неоклассическую архитектуру на основе существующей застройки Порту. Строительство было завершено в основном в 1850 году, оформление интерьеров продолжалось несколькими архитекторами в течение ещё 60 лет до 1910 года. Для улучшения коммерческих отношений с другими странами корона также отчисляла 1 % всех налогов в Порту на украшение/роспись дворца вплоть до 1910 года.
В 1982 году Биржевой дворец был внесен в список национальных монументов Португалии, тем не менее здание до сих пор находится в частной собственности.

## Искусство и архитектура
Первым архитектором Биржевого дворца был Жоакин да Коста Лима Младший, отвечавший за проект в 1840—1860 годах. Считается, что здание было спроектировано архитектором под сильным впечатлением от таких зданий, построенных в Порту в XVIII веке, как госпиталь Святого Антония (английский архитектор Джон Карр), здание Английского завода (английский архитектор Джон Уайтхед), а также некоторыми другими другими проектами португальских архитекторов.

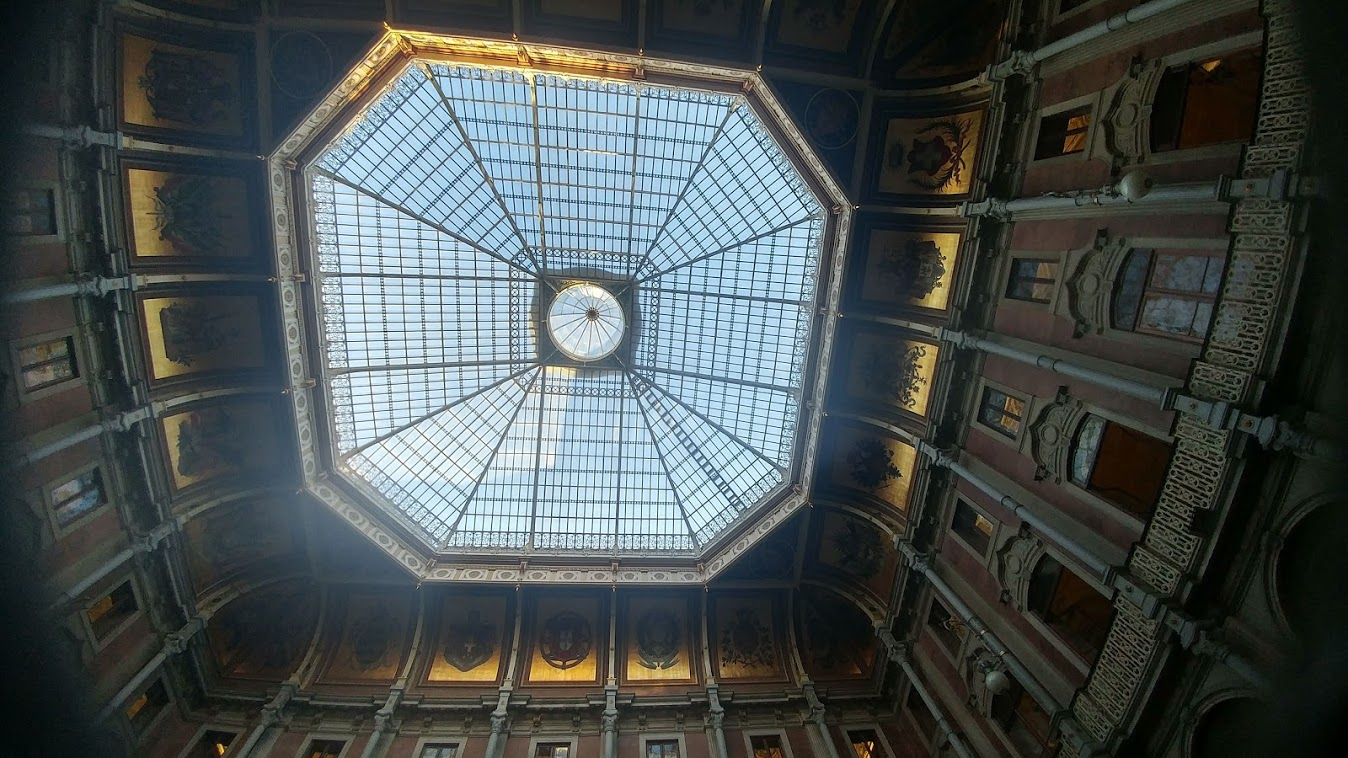
Зал наций

Интерьеры Биржевого дворца были закончены лишь к 1910 году сразу несколькими разными художниками. Главный зал («Зал наций») покрыт большим металлическим восьмиугольным куполом со стеклянными панелями по проекту Томаса Солера, возведённым после 1880 года. Нижняя часть купола украшена полихромными гербами Португалии и стран, с которыми Португалия имела торговые отношения в XIX веке, в том числе Российской империи. В задней части двора расположена роскошная лестница, построенная в 1868 году Гонсалвес-и-Соусой, ведёт к верхним этажам и украшена бюстами знаменитых скульпторов Антонио Соаресом дос Реис и Антонио Тейшера Лопесом. Потолочные фрески были написаны Антонио Рамальхо.

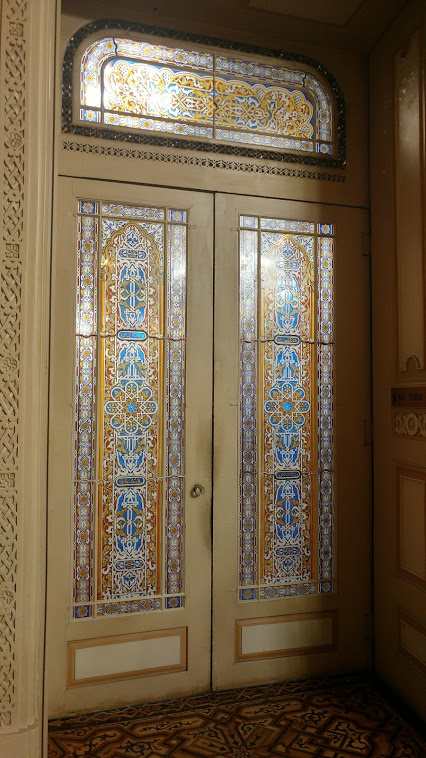
Одна из дверей Арабской комнаты

Несколько комнат Биржевого дворца, а именно Трибунальный зал, Ассемблер, Золотая комната — показывают мебель Хосе Маркиза да Сильвы, аллегорические картины Хосе Мария Велосо Сальгадо и Жоао Маркеза де Оливейра João Marques de Oliveira, скульптуры Тейшейры Лопес и многие другие произведения искусства. 
Изюминкой Дворца является, однако, «Арабская комната», построенная между 1862 и 1880 годами Гонсалвисом и Соузой (вся комната была спроектирована и декорирована только португальскими инженерами). Главной комнатой изначально было произведение положительного впечатления потенциальным торговым партнёрам Португалии. Тем не менее, комната имеет ряд особенностей:
- Несмотря на название арабской, комната не обращена в сторону Мекки
- В комнате присутствует изображение католической святой, несмотря на надписи «Аллах храни королеву Мэри II» и «Есть лишь один Бог и этот Бог Аллах».
- Некоторые надписи в то же время являются лишь набором арабских букв.
- Во Дворце представлен старинный подарок от Японии в виде их собственного герба в честь сотрудничества с Португалией- первой западной страной с которой Япония начала активную торговлю.

Сейчас используется как приемная для лиц и глав государств, посещающих Порту.